# Michael Fabritius de Tengnagel
Michael Fabritius de Tengnagel (10. august 1739 i København – 26. august 1815 i Odense) var en dansk kammerherre, generalkrigskommisær og godsejer til Vejlegård.
Han var søn af Michael Fabritius. Sammen med broderen, hofagent Conrad Alexander Fabritius adledes han den 4. september 1778 med navnet Fabritius de Tengnagel. Han blev 1761 kornet reformé i Neubergs hvervede infanteriregiment, 1762 virkelig kornet og samme år ritmester, 1763 forflyttet som sekondritmester til holstenske kyrassérregiment og 1765 afskediget med majors karakter. Han blev 1768 konferensråd, 1780 krigskommissær i Langelands og Fyns distrikt, 1781 karakteriseret generalkrigskommissær, afgik 1790 og blev 1800 kammerherre.
Michael Fabritius de Tengnagel var gift med Adolphine de Leth, født 1746, død 1797, datter af generalløjtnant Mathias de Leth til Sanderumgård.
De fik blandt andre børnene:
- Mathias Leth Fabritius de Tengnagel, major i hæren
- Frederik Michael Ernst Fabritius de Tengnagel, kunstmaler og krigsråd
- Elisabeth Reinhardine Fabritius de Tengnagel (1775 – 20. august 1856) oo Hans Lindholm, viceadmiral